# Mittitjärnen (Burträsks socken, Västerbotten vid Bygdeträskliden)
Mittitjärnen är en sjö i Skellefteå kommun i Västerbotten och ingår i Bureälvens huvudavrinningsområde. Sjöns area är 0,006 kvadratkilometer och den befinner sig 190 meter över havet.